# Ballyclare
Ballyclare (en gaèlic irlandès Bealach Cláir, que vol dir "pas de la planura"; en escocès de l'Ulster Bellyclare) és una vila d'Irlanda del Nord, al comtat d'Antrim, a la província de l'Ulster.

## Demografia
Ballyclare és classificada com a ciutat petita per la Northern Ireland Statistics and Research Agency (NISRA) (amb una població entre 4.500 i 10.000 habitants). Segons el cens de 2001 tenia 8.770 habitants dels quals:
- 21,5% tenia menys de 16 anys i el 18,9% en tenia més de 60
- 48,3% són homes i el 51,7% són dones
- 8% són catòlics irlandesos i el 92% són protestants.
- 3,3% de la població entre 16–74 anys està a l'atur.

## Història
Ballyclare ha estat habitat des de fa cinc mil anys. Les primeres proves de població a l'àrea és un jaciment de 39 puntes de fletxa de pedra, moltes perfectament acabades, trobades quan s'anava a edificar vora el riu en novembre de 1968.
El territori fou atacat pels vikings i els normands. Quan els normands construïren el castell a Carrickfergus van fer també una línia de posts al llarg del riu anomenats "Ollar" (riu dels joncs). Quan els soldats feien el viatge de Carrickfergus a Aontroim arribaven a aquest punt del riu quan portaven sis milles començaren a anomenar l'Ollar com a Six Mile Water. Una d'aquestes motes construït a la vora del riu és el Parc Memorial de Guerra de Ballyclare. Hi havia dos marges oposats del riu a Doagah i a Antrim. La vila va créixer amb la colonització de l'Ulster i va rebre permís del rei Jordi II de la Gran Bretanya en 1756 per a organitzar dues fires cada any i un mercat.
Al mateix temps que els pares pelegrins desembarcaven a Amèrica, Ballyclare fou poblat amb colons escocesos. Jonathan Swift hi va predicar i d'aquí n'eren originàries les famílies de Mark Twain, Sam Houston i el general Alexander Macomb. La gent de Ballyclare i dels voltants va tenir un paper important en la rebel·lió irlandesa de 1798 i lluità en la batalla d'Antrim. Al començament del segle xix Ballyclare era una ciutat industrial creixent amb un consell urbà i esdevingué el principal productor de paper a Irlanda.